# 피마길

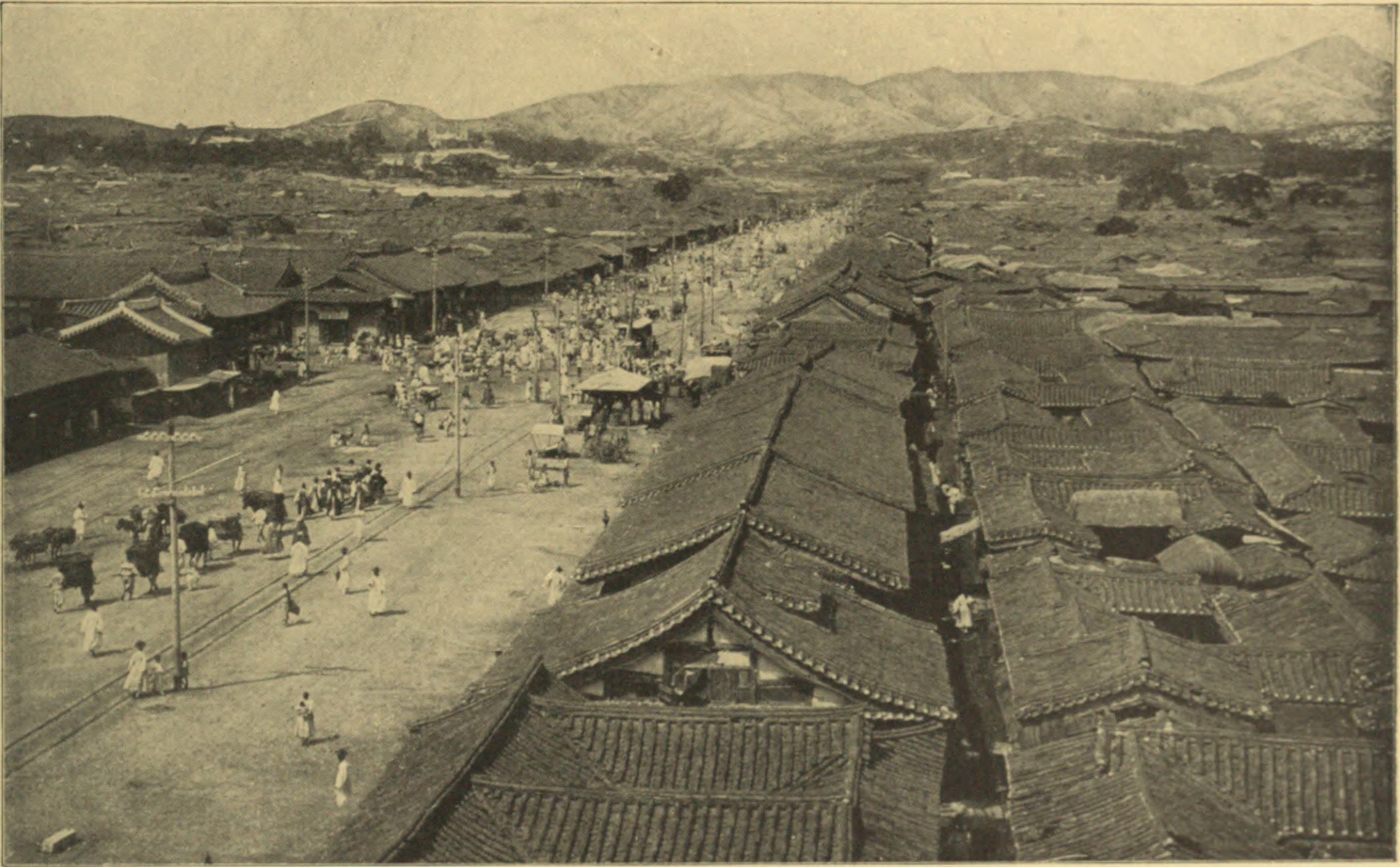
종로1~2가 부근에서 흥인지문 방향으로 바라본 모습. 사진 가운데의 세로로 된 좁은 골목이 피맛길이다.

피맛길(避馬길)은 조선 시대의 도성인 한성의 주요 도로인 지금의 종로, 남대문로, 돈화문로의 좌우로 형성된 좁은 골목이다. 골목 주변의 집과 가게를 총칭하여 피맛골이라고도 부른다. ‘피마’(避馬)는 말을 피한다는 뜻으로, 계급이 낮은 관리나 서민들이 고관의 행차를 피하고자 우회로로 이용하였기에 붙은 이름이다.
대한제국 말기와 일제강점기 동안 탑골공원, 화신백화점 등이 개발되면서 피맛길은 부분적으로 단절되었으며, 1970년대 초에는 서울 지하철 1호선을 건설할 때 종로1가 부근의 종로를 확장하면서 일대의 남쪽 피맛길이 사라졌다. 청진동 일대의 피맛길은 빈대떡, 해장국집 등으로 유명하였으나, 2009년에 일대를 재개발하면서 철거되자 서울특별시에서는 이미 철거된 곳은 복원하고, 원형이 남아 있는 곳은 보존하기로 결정하였다. 그러나 복원된 피맛길은 마치 상가 복도처럼 변모하여 옛 정취를 잃었다고 비판된다.

## 도로명주소
도로명으로서 피마길(避馬길, Pima-gil)은 서울특별시 종로구 청진동 247-2에서 공평동 100-18까지를 잇는 도로이다. 2010년 7월 2일 종로구 도로명 주소가 고시되었다. 현재는 도로라기보다 건물들 내부를 지나는 통로에 가까운 형태이다. 따라서 차량은 통행할 수 없으며 다른 도로와의 교차로는 횡단보도로 되어 있다.

### 주요 경유지
서울특별시
- 종로구 (청진동 - 종로1가 - 공평동)

### 노선
| 교차로 | 접속 노선 | 소재지 | 소재지          | 비고             |
| ------ | --------- | ------ | --------------- | ---------------- |
|        | 종로1길   | 종로구 | 종로1.2.3.4가동 | 교차로 이름 없음 |
|        | 종로3길   | 종로구 | 종로1.2.3.4가동 | 교차로 이름 없음 |
|        | 종로5길   | 종로구 | 종로1.2.3.4가동 | 교차로 이름 없음 |
|        | 종로7길   | 종로구 | 종로1.2.3.4가동 | 교차로 이름 없음 |

## 사진

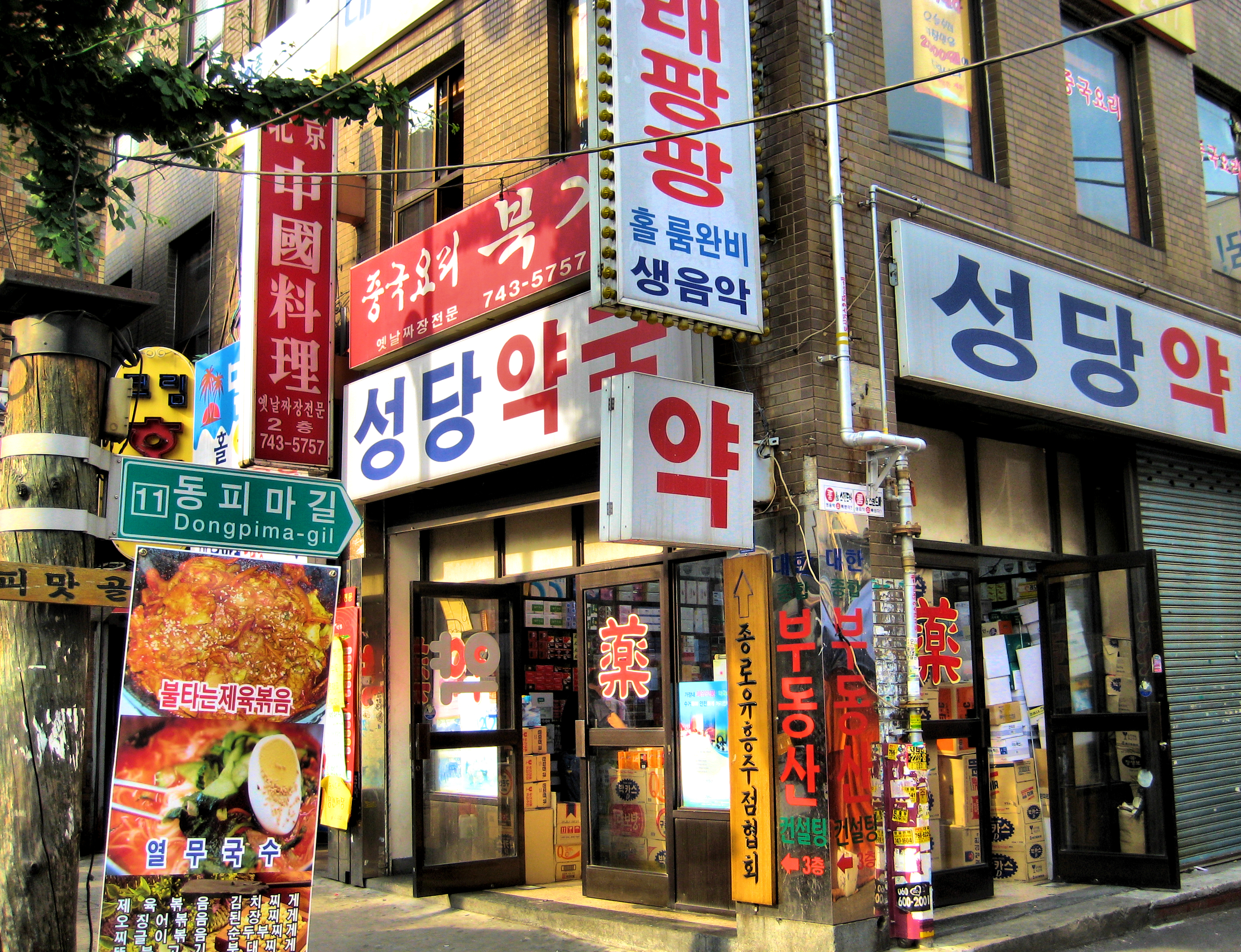
종로2가 인근의 피맛골 입구 (2008년)
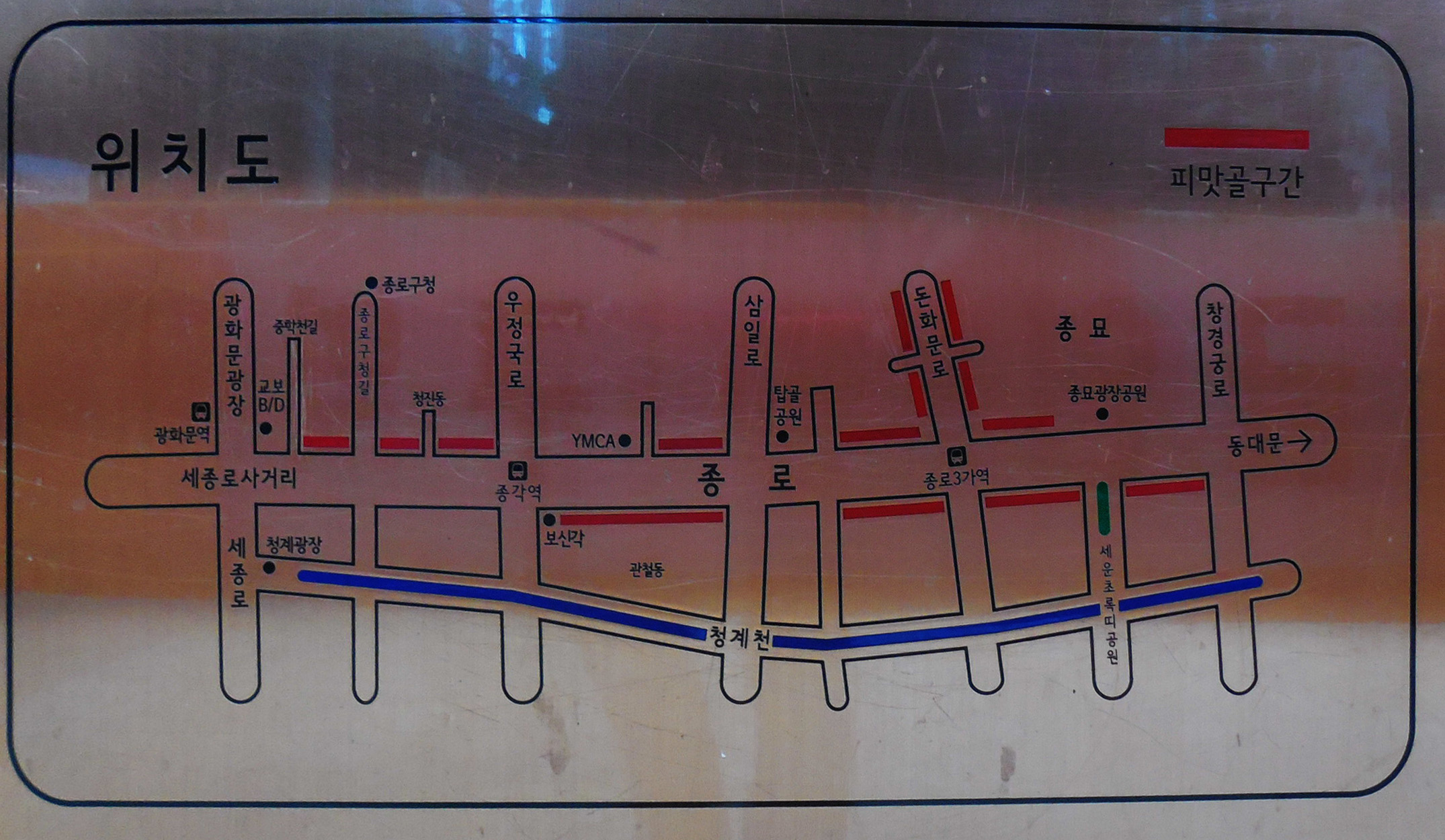
피맛골 지도
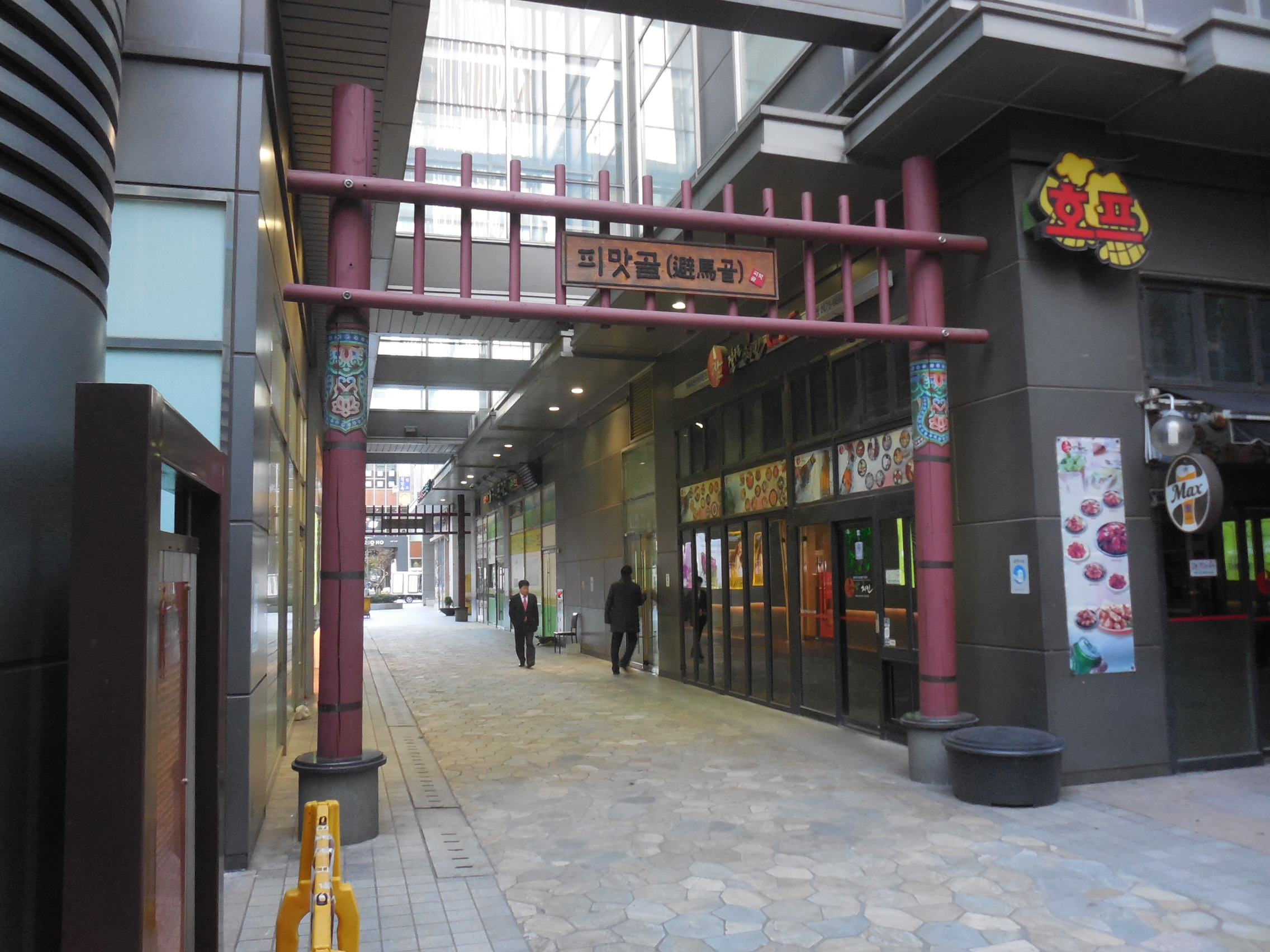
르메이에르 종로타워 안쪽에 재현된 피맛골 거리